# Леснянка
Леснянка (словац. Lesnianka) — річка в Словаччині; права притока Райчанки. Протікає в окрузі Жиліна.
Довжина — 10 км. Витікає в масиві Мала Фатра (частина Лучанська Фатра) на висоті 990 метрів.
Протікає територією села Раєцька Лесна. Впадає у Райчанку на висоті 489 метрів.